# Агуачиле
Агуачиле (исп. aguachile) — блюдо, типичное для западного побережья Мексики, употребляется в основном на северо-западе страны, в районе, включающем штаты Синалоа, Наярит, Халиско, Сонора и Нижняя Калифорния. Основными ингредиентами являются креветки, свежий или сухой перец чили, лимон или лайм, полоски лука и полоски огурца.
Классический рецепт из Синалоа заключается в том, что креветки разрезают в виде бабочки, добавляют соль и молотый чёрный перец по вкусу, измельчают перец чили, смешивают с соком нескольких лимонов, и, полностью залив получившейся жидкостью креветки, маринуют некоторое время и употребляют в свежем виде. Однако существуют и другие рецепты, например, могут использоваться разные виды острого перца, в том числе хабанеро, халапеньо или карибский чили, иногда помимо лимонного сока добавляют томатный сок, лук, огурцы, моллюски или соевый соус. Но во всех случаях используемые креветки должны быть очень свежими, чтобы избежать пищевого отравления. Агуачиле ценится за свежесть и пряный вкус. Его обычно употребляют с тостами или солеными крекерами, запивая хорошо охлажденным пивом.
Происхождение блюда до сих пор не является точно известным. Так, по некоторым источникам, изначально агуачиле появилось в горных районах, где креветки не были доступны, и подразумевало только воду, прокипяченную с добавлением перца чили, которая использовалась как приправа. Затем стали добавлять лимонный сок, в прибрежной местности — морепродукты и уже в более позднее время овощи и другие ингредиенты.